# Gherasim Clipa-Barbovschi
Gherasim Clipa-Barbovschi (n. c. 1760, Vicovu de Sus, judetul Suceava – d. 15 martie 1826, Iași) a fost un cleric român, episcop al Hușiului între 1796-1803 și apoi episcop al Romanului, între 1803-1826.

## Biografie
Gherasim Clipa-Barbovschi s-a născut în familia preotului Barbovschi din Vicovu de Sus. A fost călugărit la Mănăstirea Putna unde a învățat la „școala duhovnicească” organizata de Vartolomei Măzăreanu după ocuparea Moldovei de nord de către austrieci (1775). Ulterior a trecut la Mănăstirea Slatina, unde a ajuns dichiu (econom), funcție pe care o va ocupa la Mitropolie începând cu 1787.
A fost ales episcop la Huși la 2 iunie 1796 (hirotonit a doua zi) și apoi la Roman (25 martie 1803), episcopie pe care a păstorit-o (cu o întrerupere între 1821 - 1822 datorită Eteriei) până la moarte.
Gherasim Clipa-Barbovschi a fost un reprezentant al mișcării iluministe din Moldova, traducând el însuși sau încurajând traducerea unor lucrări în românește. Episcopul Clipa a tradus din limba franceză lucrările Taina francmasonilor de abatele Gabriel Perau (în 1787), Istoria craiului Sfeziei Carol 12 a lui Voltaire (în 1792) și Istoria Americăi, extrasă dintr-o istorie universală compilată de Contant Dorville (în 1795).